# Paragordius tricuspidatus
Paragordius tricuspidatus — вид волосових тварин родини Chordodidae.

## Опис
Тіло коричневого кольору. У самців кінець тіла роздвоєний на дві невеликі лопаті завдовжки до 0,5 мм. Клоакальний отвір овальний, розміром 58,6 × 27,5 мкм.

## Спосіб життя
Поширений в Європі. Паразит цвіркуна Nemobius sylvestris. На своїй личинкової стадії має мікроскопічні розміри, але надалі виростає у відносно великого хробака завдовжки 10-15 см. Паразит може управляти поведінкою комахи, доводячи її до «самогубства». Черв'як продукує ефекторні молекули, котрі маніпулюють роботою центральної нервової системи цвіркуна і змушують його стрибати прямо в воду, де закінчується цикл розвитку Paragordius tricuspudatus. У водному середовищі відбувається запліднення і розвиток яєць Paragordius tricuspidatus.